# Ein verlockendes Angebot
Der Fernsehfilm Ein verlockendes Angebot wurde 2006 im  Auftrag des ZDF von Tim Trageser gedreht. Die Erstausstrahlung fand am 3. August 2007 bei ARTE statt. Gedreht wurde der Film unter dem Arbeitstitel Wochenendbeziehung in Berlin und im thüringischen Dorf Neunhofen, einem Ortsteil von Neustadt an der Orla, im September und Oktober 2006.

## Handlung
Das junge Ehepaar Maria und Jan lebt zusammen mit seiner Tochter in einem kleinen Dorf in Thüringen. Nachdem Maria arbeitslos wird, nimmt sie eine Stelle als Köchin in einem Hotel im 300 km entfernten Berlin an. Liebesaffären auf beiden Seiten stellen die zu einer Wochenendbeziehung gewordene Ehe auf die Probe. Letztlich entscheidet sich das Paar füreinander und startet einen Neuanfang. Maria übernimmt den Gasthof des Dorfes.

## Kritik
- TV Spielfilm: „Sehr zurückhaltend loten die Darsteller das Chaos der Gefühle aus. Das sorgt für lebendige Charaktere und stimmige Atmosphäre. (…) Ungewohnt leise und behutsam erzählt.“

- filmdienst: „Leiser Film über Einsamkeit, Entfremdung und Verführung, der den Figuren die Chance einräumt, ihren Alltag und festgefahrene Rollenverteilungen zu überdenken. Zwar nicht ganz klischeefrei, bietet die klug austarierte Mischung aus bodenständigem Humor und leichtfüßigem Realismus dennoch beste (Fernseh-)Unterhaltung.“